# ثياغو بورباس
ثياغو نيكولاس بورباس سيلفا (بالإسبانية: Thiago Nicolás Borbas Silva)‏ هو لاعب كرة قدم أورغواياني يلعب في مركز الهجوم، وهو من مواليد 7 أبريل 2002.

## مسيرته
بدأ مسيرته في نادي ريفر بليت الأوروغواياني ثم إنتقل لنادي ريد بل براغانتينو البرازيلي.